# سی‌فرانس
سی‌فرانس (انگلیسی: SeaFrance) شرکت کشتیرانی فرانسوی است، که در سال ۱۹۹۶ توسط شرکت ملی راه‌آهن فرانسه تأسیس شد.